# Anton Aškerc
Anton Aškerc, né à Globoko (Laško) (en) le 9 janvier 1856 et mort à Ljubljana le 10 juin 1912, est un poète austro-hongrois.

## Biographie
Anton Aškerc naît à Globoko (Laško) (en) le 9 janvier 1856.
En 1880, il est ordonné prêtre, formé au séminaire de Maribor.
Une fois sa mise en retraite de l'Église, il devient archiviste de la ville de Ljubljana.
Il est rendu célèbre dans le domaine de la poésie par ses épopées.
Ayant voyagé en Hongrie, dans le nord de l'Italie, en Russie, en Asie Mineure et en Égypte, il en a fait des récits de voyage.
Il meurt à Ljubljana le 10 juin 1912.

## Publications
- Lirske in epske poeźije en 1896[3].
- Nove Poezije en 1900[3]